# Cinémathèque de Jérusalem
 (octobre 2012).
Si vous disposez d'ouvrages ou d'articles de référence ou si vous connaissez des sites web de qualité traitant du thème abordé ici, merci de compléter l'article en donnant les références utiles à sa vérifiabilité et en les liant à la section « Notes et références ».

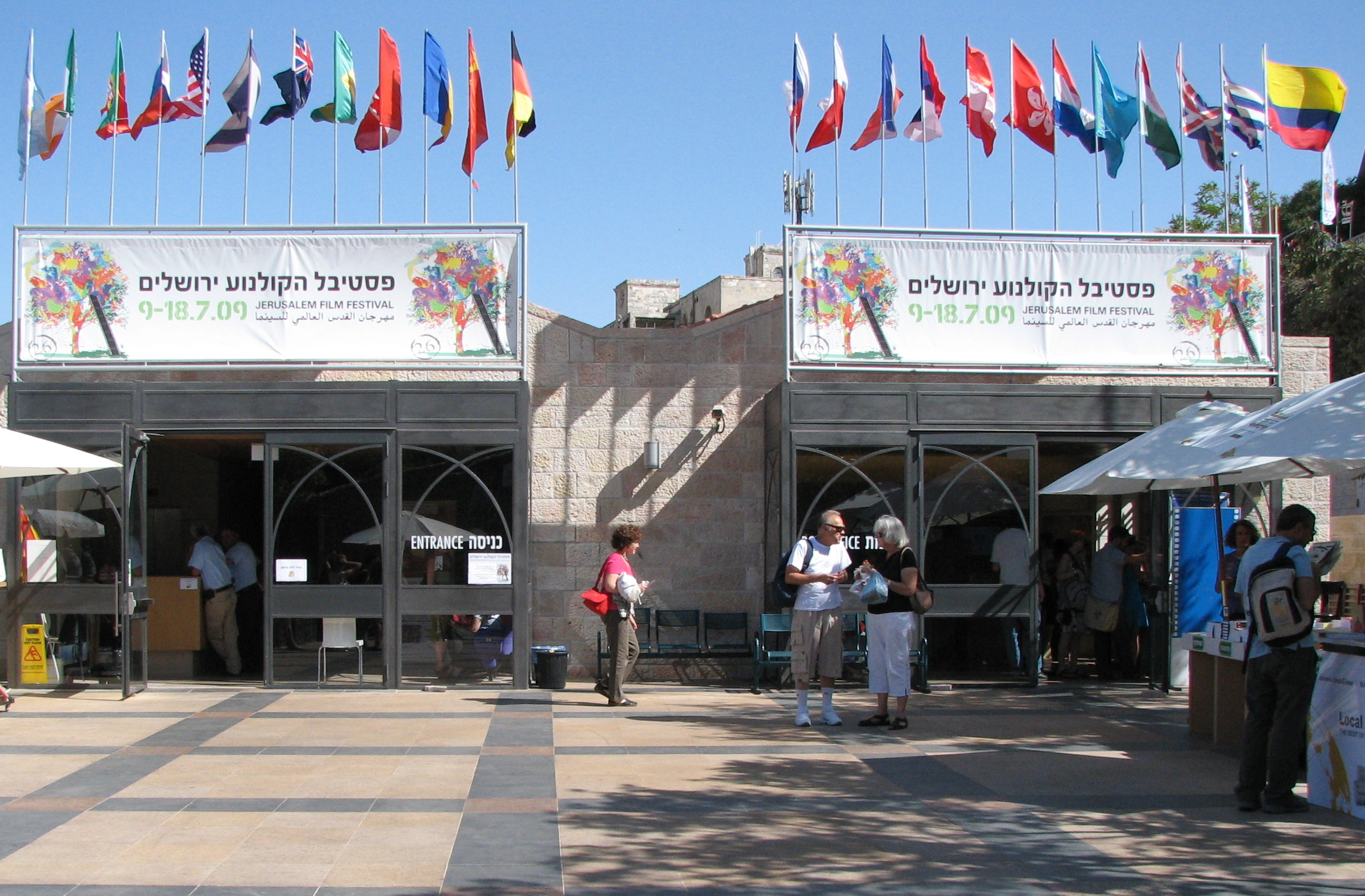

La Cinémathèque de Jérusalem est un cinémathèque et des archives du film en Jérusalem, Israël.

## Israël Film Archive
Une archive de films des années 1920 à aujourd'hui, Nathan Axelrod La Collection Newsreel, la Jeanne-Sourasky Constantiner Centre de recherche sur l'Holocauste multimédia, le Département du cinéma et de l'éducation aux médias et l'Lew Wasserman et Edie Film Library